# Богородский завод
Богоро́дский железоде́лательный заво́д — небольшой металлургический завод, вспомогательный к Холуницкому заводу, действовавший с 1814 по 1909 год в Глазовском уезде Вятской губернии. Входил в состав Холуницкого горного округа.

## История
В 1769 году строительство завода было начато Генерал-кригскомиссаром А. И. Глебовым с разрешения Берг-коллегии. Место было выбрано на реке Белая Холуница, в 3 верстах ниже по течению от Белохолуницкого завода. В том же году недостроенный завод был продан И. С. Яковлеву. Вскоре из-за прорыва воды плотина заводского пруда была разрушена и строительство приостановилось. В 1814 году завод был достроен владельцем Холуницкого горного округа А. И. Яковлевым с разрешения Пермского Горного Правления. В строительстве были задействованы пленные французы. В составе завода работали 4 плющильных стана, 4 колотушечных молота, 1 стан для точки валков и 1 кузнечный горн. Работа оборудования завода обеспечивалась с использованием отработанной воды Белохолуницкого завода.
В 1890 году на заводе работал прокатный стан, действовавший от деревянного водяного колеса в 60 л. с., и калильная печь. В среднем ежегодно производилось 15—20 тыс. пудов железа, прокатывалось до 50 тыс. пудов болванки. Окончательная переработка в листовое железо производилась на плющильно-досчатой фабрике Белохолуницкого завода.
Богородский железоделательный завод был закрыт в 1909 году.